# Escuela Ashcan

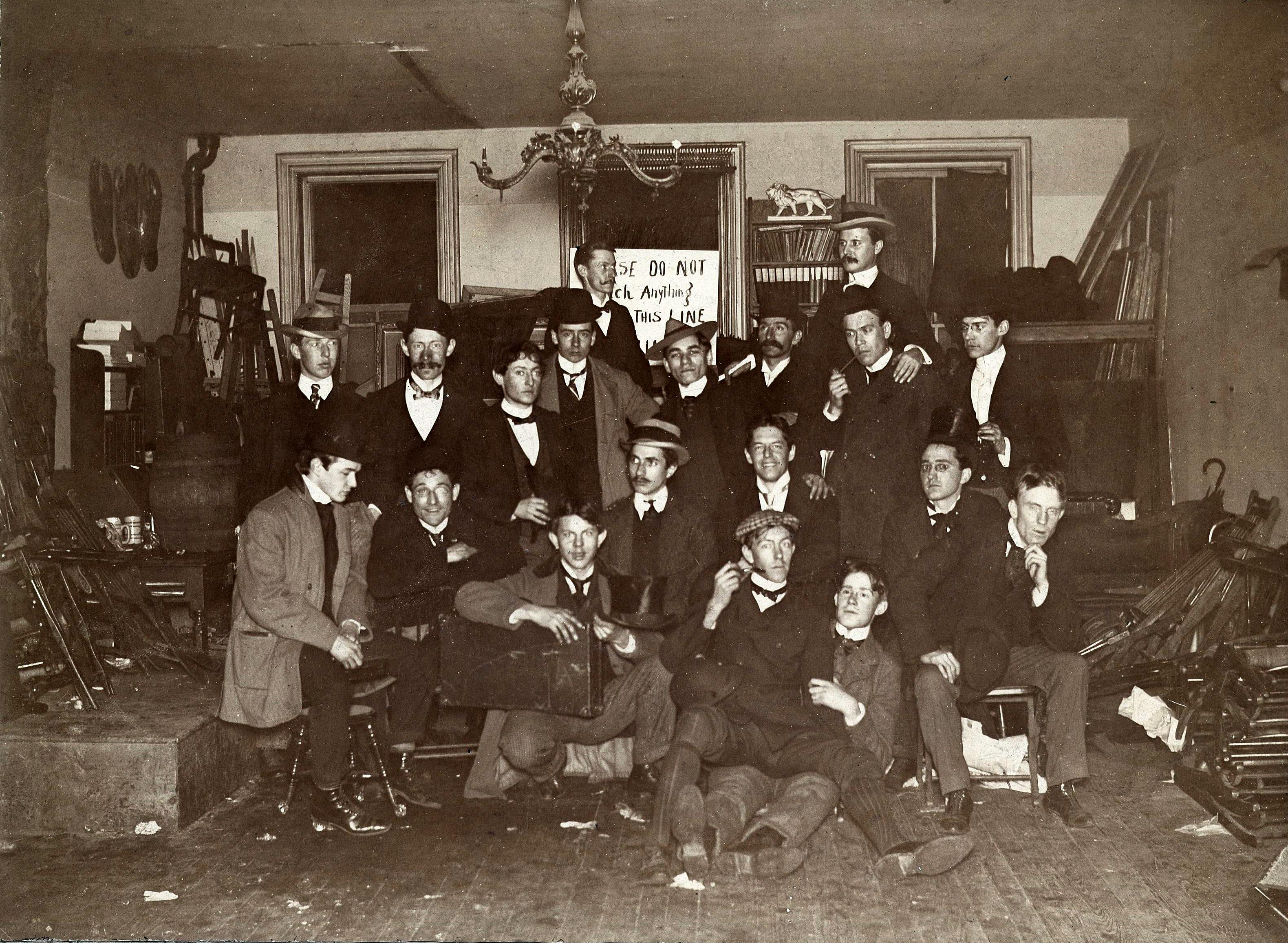
El círculo de amigos luego denominado Ashcan School en el estudio de John French Sloan (Filadelfia, 1898).

Escuela Ashcan se llamó retrospectivamente a un grupo de pintores estadounidenses, activos entre 1908 y 1918 en la ciudad de Nueva York e interesados en representar la vida urbana cotidiana. La primera referencia como escuela o grupo de Ashcan apareció en 1934 en el libro Art. in America in Modern Times, y se presentaba a Robert Henri (1865-1929) como su líder artístico. 

## Orígenes y desarrollo
La Escuela Ashcan no era un movimiento organizado. Los artistas que trabajaron en este estilo no emitieron manifiestos ni se vieron a sí mismos como un grupo unificado con intenciones u objetivos idénticos. Algunos tenían mentalidad política y otros eran apolíticos. Su unidad consistía en el deseo de contar ciertas verdades sobre la ciudad y la vida moderna que sentían habían sido ignoradas por la influencia asfixiante de la tradición en las artes visuales. Robert Henri, en cierto modo el padre espiritual de esta escuela, "quería que el arte fuera similar al periodismo... quería que la pintura fuera tan real como el barro, como las bóñigas de mierda de caballo y nieve, que se congelaron en Broadway en invierno". Instó a sus amigos y alumnos más jóvenes a pintar con espíritu robusto, sin restricciones y sin la gentileza de su poeta favorito, Walt Whitman, y a no tener miedo de ofender el gusto contemporáneo. Creía que los entornos urbanos de clase trabajadora y clase media proporcionarían un mejor material para los pintores modernos que los salones. Habiendo estado en París y admirado las obras de Édouard Manet, Henri también instó a sus alumnos a "pintar el mundo cotidiano en América tal como se había hecho en Francia".
El nombre "escuela Ashcan" es una referencia irónica a otras "escuelas de arte". Su origen está en una denuncia encontrada en una publicación llamada The Masses alegando que había demasiadas "fotos de cubos de basura y chicas subiéndose las faldas en la calle Horatio". Esa referencia en particular se publicó en The Masses en un momento en el que los artistas ya habían estado trabajando juntos durante aproximadamente 8 años. Les divirtió la referencia y el nombre quedó. La Escuela de artistas Ashcan también se conocía como "Los apóstoles de la fealdad". El término Escuela Ashcan se aplicó originalmente con burla. La escuela no es tan conocida por las innovaciones en la técnica sino más por sus temas. Los temas comunes eran las prostitutas y los pilluelos de la calle. El trabajo de los pintores de Ashcan los vincula con fotógrafos documentales como Jacob Riis y Lewis W. Hine. 
Varios pintores de la Escuela Ashcan salieron del área de publicación impresa en un momento anterior a que la fotografía reemplazara las ilustraciones dibujadas a mano en los periódicos. Se dedicaron al reportaje pictórico periodístico antes de concentrar sus energías en la pintura. George Luks proclamó una vez: "Puedo pintar con un cordón de zapatos mojado en brea y manteca de cerdo". A mediados de la década de 1890, Robert Henri regresó a Filadelfia desde París muy poco impresionado por la obra de los impresionistas tardíos y con la determinación de crear un tipo de arte que se relacionara con la vida. Intentó imbuir a otros artistas esta pasión. Incluso se ha hecho referencia a la escuela como "la pandilla negra revolucionaria", una referencia a la paleta oscura de los artistas. El grupo fue objeto de ataques en la prensa y una de sus primeras exposiciones, en 1908 en la Galería Macbeth de Nueva York, fue un éxito.
Muchas de las obras más famosas de estilo Ashcan se pintaron en la primera década del siglo, al mismo tiempo que la ficción realista de Stephen Crane, Theodore Dreiser y Frank Norris estaba encontrando su público y los periodistas sensacionalistas llamaban la atención sobre las condiciones de los barrios marginales. El primer uso conocido del término "arte de lata de ceniza" se atribuye al artista Art Young en 1916. En ese momento, el término se aplicó a una gran cantidad de pintores más allá de los "Cinco de Filadelfia" originales, incluidos George Bellows, Glenn O. Coleman, Jerome Myers, Gifford Beal, Eugene Higgins, Carl Springchorn y Edward Hopper. (A pesar de que algunos críticos lo incluyeron en el grupo, Hopper rechazó su enfoque y nunca abrazó la etiqueta; sus representaciones de las calles de la ciudad fueron pintadas con un espíritu diferente, "sin un solo bote de basura casual a la vista".) Fotógrafos como Jacob Riis y Lewis Hine también fueron discutidos como artistas Ashcan. Como muchos términos de la historia del arte, el "arte Ashcan" a veces se ha aplicado a tantos artistas diferentes que su significado se ha diluido.
Los artistas de la Escuela Ashcan se rebelaron contra el impresionismo estadounidense y el realismo académico, los dos estilos más respetados y de éxito comercial en los EE. UU. a fines del siglo XIX y principios del siglo XX. En contraste con el trabajo altamente pulido de artistas como John Singer Sargent, William Merritt Chase, Kenyon Cox, Thomas Wilmer Dewing y Abbott Thayer, las obras de estilo Ashcan generalmente tenían un tono más oscuro y estaban pintadas de manera más tosca. Muchos capturaron los momentos más duros de la vida moderna, retratando a niños de la calle (p. ej., Willie Gee de Henri y Paddy Flannagan de Bellows), prostitutas (p. ej., The Haymarket y Three AM de Sloan), alcohólicos (p. ej., La vieja duquesa de Luks), animales indecorosos (p. ej., Alimentando a los cerdos y Mujer con ganso de Luks), trenes subterráneos (p. ej., Sexta avenida elevada después de la medianoche de Shinn), viviendas abarrotadas (p. ej., Los habitantes del acantilado de Bellows), ropa tendida a secar (La lavandera de Shinn). 
Fue este enfoque frecuente, aunque no exclusivo, sobre la pobreza y las crudas realidades de la vida urbana lo que llevó a algunos críticos y curadores de museos a considerarlos demasiado inquietantes para el público general y para las colecciones. El advenimiento del arte moderno a los Estados Unidos significó el final de la reputación provocativa de la escuela Ashcan. Con el Armory Show de 1913 y la apertura de más galerías en la década de 1910 que promocionaban el trabajo de los cubistas, fauves y expresionistas, Henri y su círculo comenzaron a parecer dóciles para una generación más joven. Su rebelión terminó poco después de que comenzara. Fue el destino de los realistas de Ashcan que muchos amantes del arte los consideraran demasiado radicales en 1910 y después anticuados en 1920.

## El grupo delos ocho
La escuela de Ashcan emana de una agrupación anterior y con un significado más preciso: el llamado grupo de los Ocho, creado en 1908 por Robert Henri y secundado por William Glackens (1870-1938), George Luks (1867–1933), Everett Shinn (1876–1953) y John French Sloan (1871-1951). Conviene insistir en que no todos los miembros de los Ocho trataban los temas que luego definirían a la escuela de Ashcan. Otro dato significativo es que esos cuatro "centuriones", antes de instalarse en Nueva York, habían trabajado juntos como ilustradores en la sección de arte del periódico "Philadelphia Press". 

### El arte no puede separarse de la vida
Entendiendo, cada cual a su manera, este lema "ideológico" de Robert Henri, pero aún lejos de las consignas de lo que años más tarde daría cuerpo al realismo social americano, el conjunto de artistas englobados como escuela de Ashcan se movieron en una disyuntiva difícil de negociar: por una parte su técnica y su estilo seguían de cerca las pautas académicas de su época. Por otro lado, una especie de naturalismo pintoresco les llevaba a registrar a menudo temas suburbiales o marginales por los que serían tachados de "pandilla de revolucionarios negros".

### Características
Este movimiento consistía en retratar la vida de las personas en situaciones cotidianas; muy parecido a la fotografía periodística. Otro aspecto a tomar en cuenta es que retrataba el sentimiento posguerra en Nueva York. Las pinturas utilizaban altos contrastes de luz para representar el tiempo sombrío que se vivía en ese entonces. Robert Henri tenía la idea de que la pintura sea tan real como el barro, y es por esto que inspiró a sus alumnos a que hagan lo mismo. 
Algunos autores, con escasa objetividad documental, proponen que la filosofía de los de Ashcan se sintetizaba en una rebelión contra el impresionismo americano imperante en la época. En contraste con el énfasis de la luz de estos, en la obra de la escuela de Ashcan dominaban los tonos oscuros, y frente a la blanda vitalidad de los temas impresionistas oponían sus escenas brutales de boxeo, sus prostitutas, borrachos y paisajes urbanos fríos.

## Galería

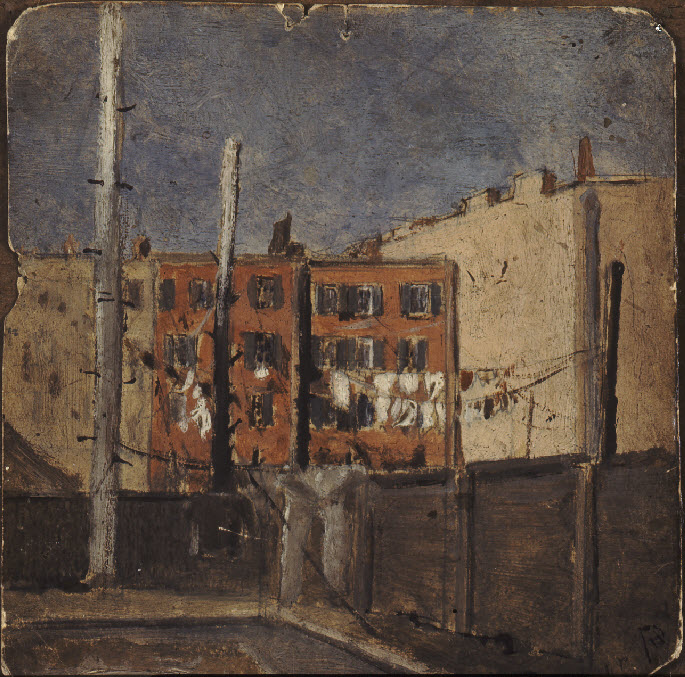
Jerome Myers: Patio trasero (1887).
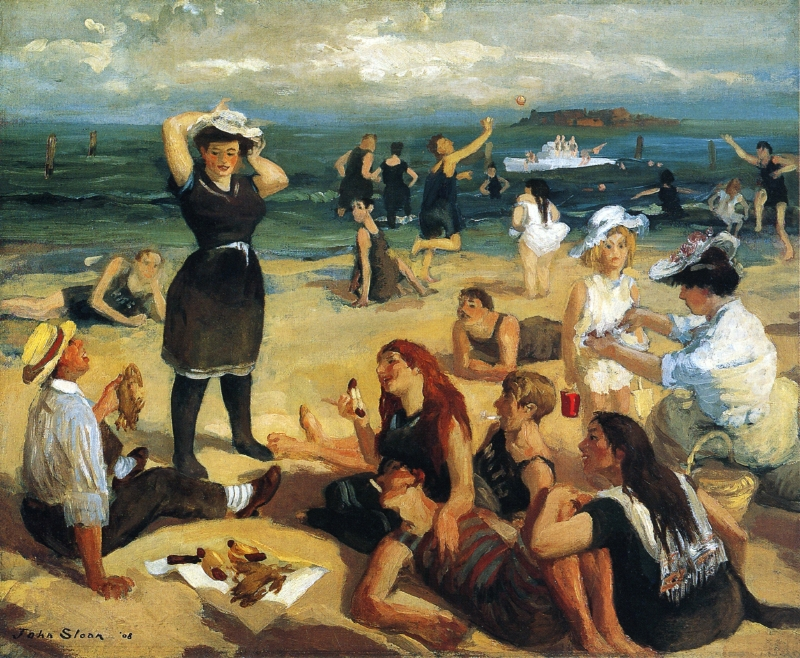
John French Sloan: Bañistas del sur (hacia 1907).
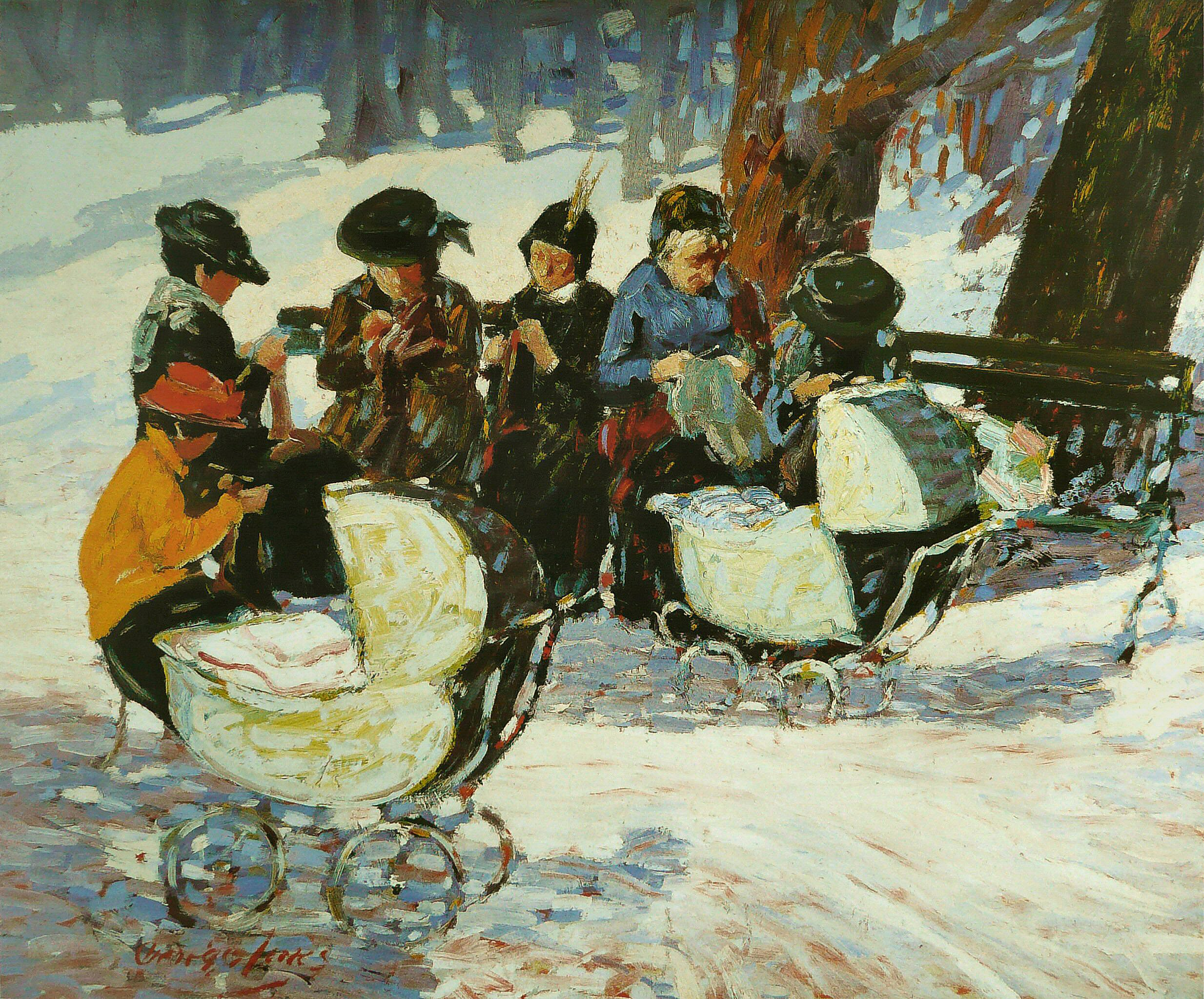
George Benjamin Luks: Haciendo punto para los soldados en el Parque High Bridge (1918).
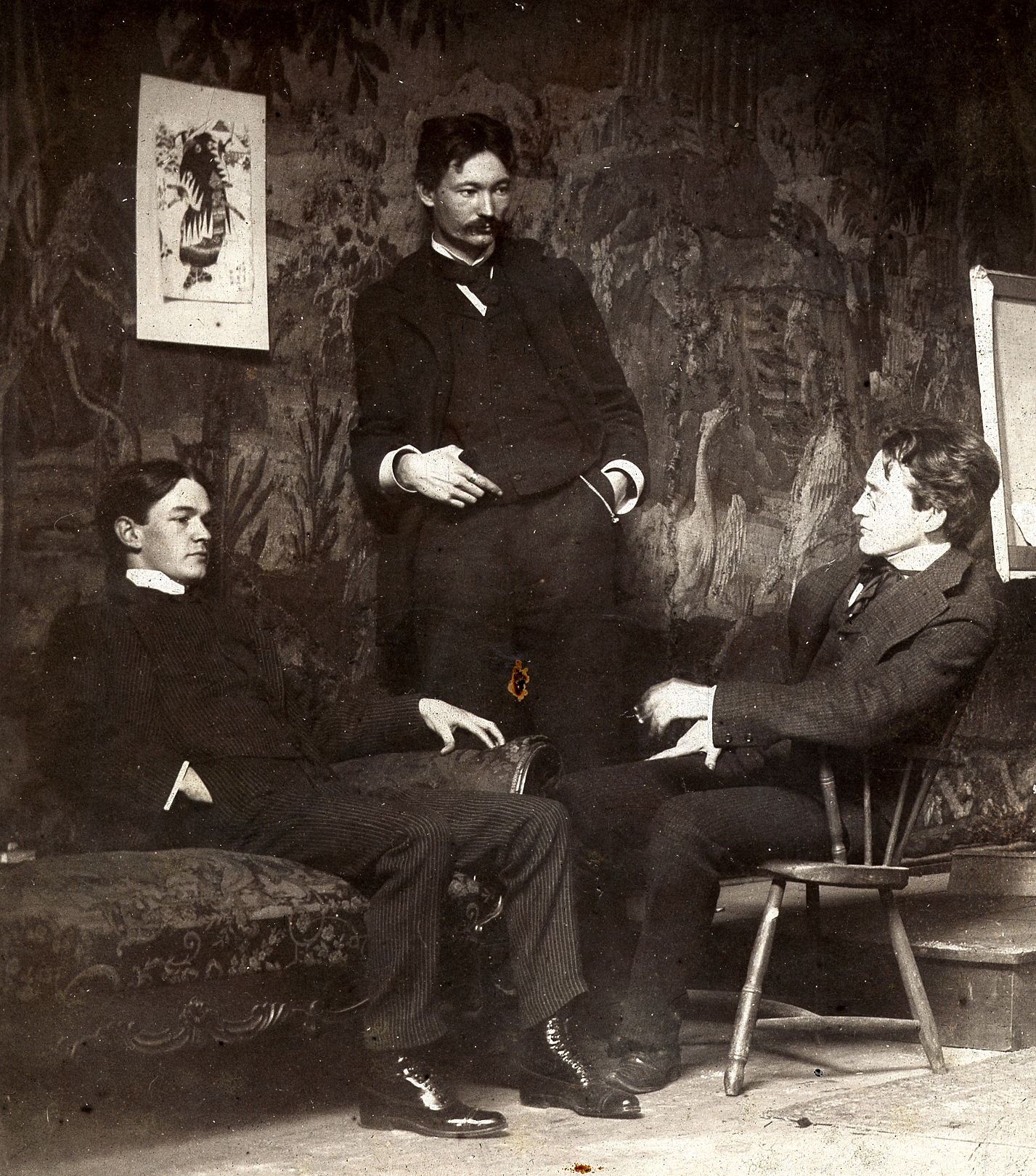
Ashcan School artists, c. 1896, left to right, Everett Shinn, Robert Henri, John French Sloan
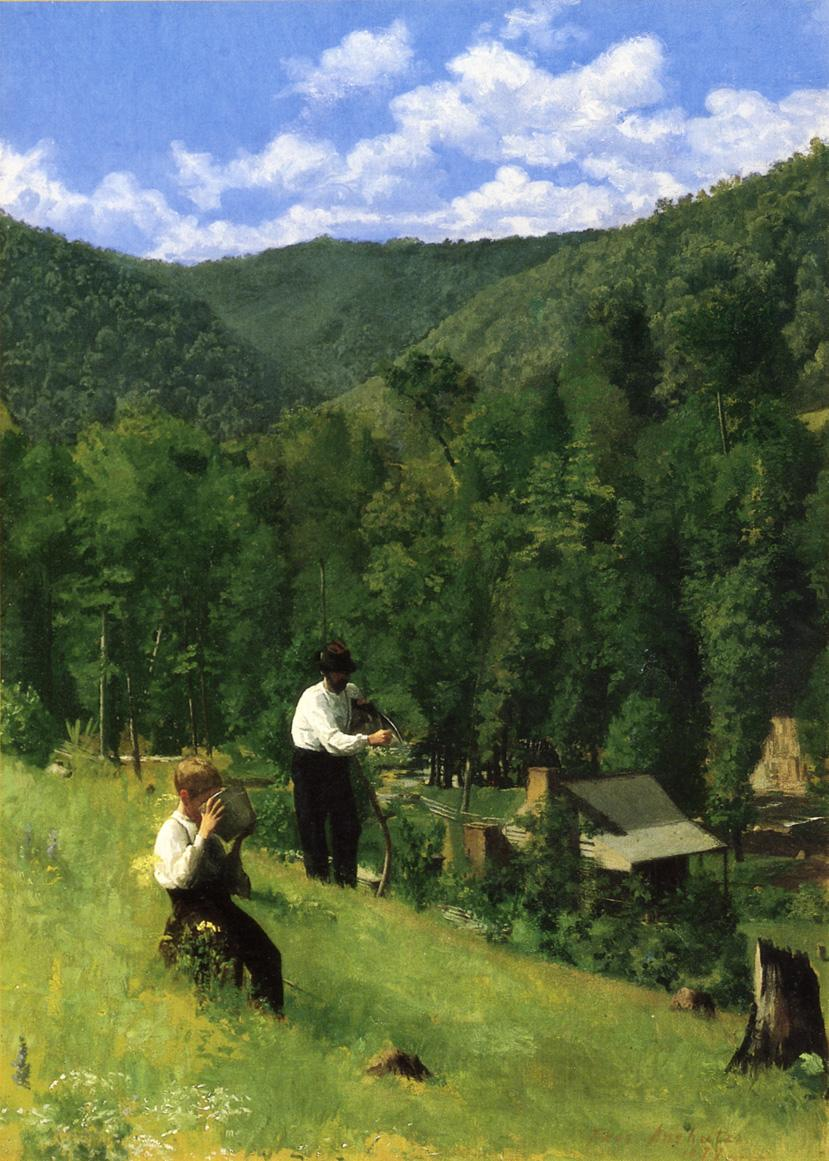
Thomas Pollock Anshutz, The Farmer and His Son at Harvesting, 1879. Five members of the Ashcan School studied with him, but went on to create quite different styles.
Robert Henri, Snow in New York, 1902, National Gallery of Art, Washington, DC
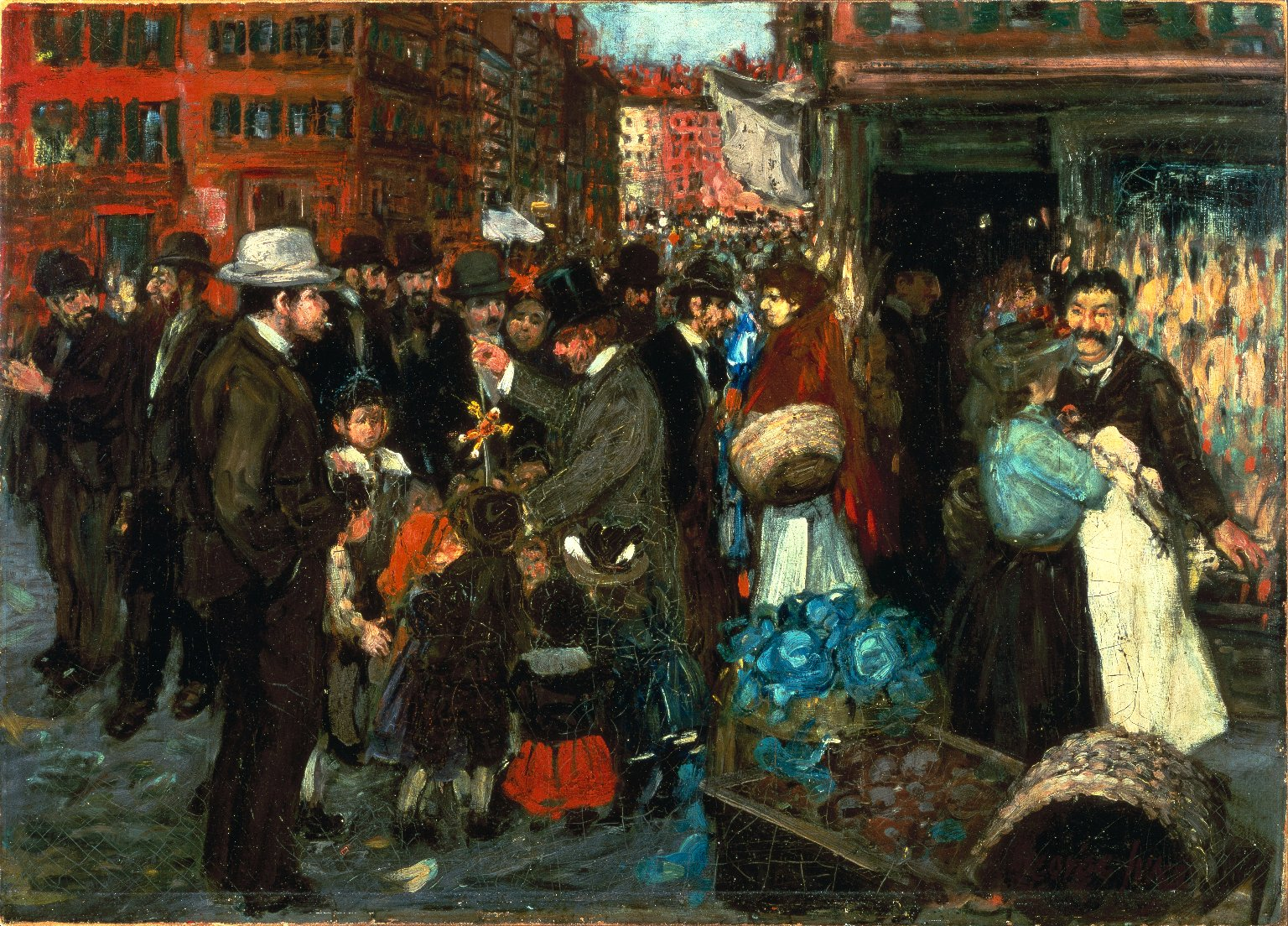
George Luks, Street Scene, 1905, Brooklyn Museum
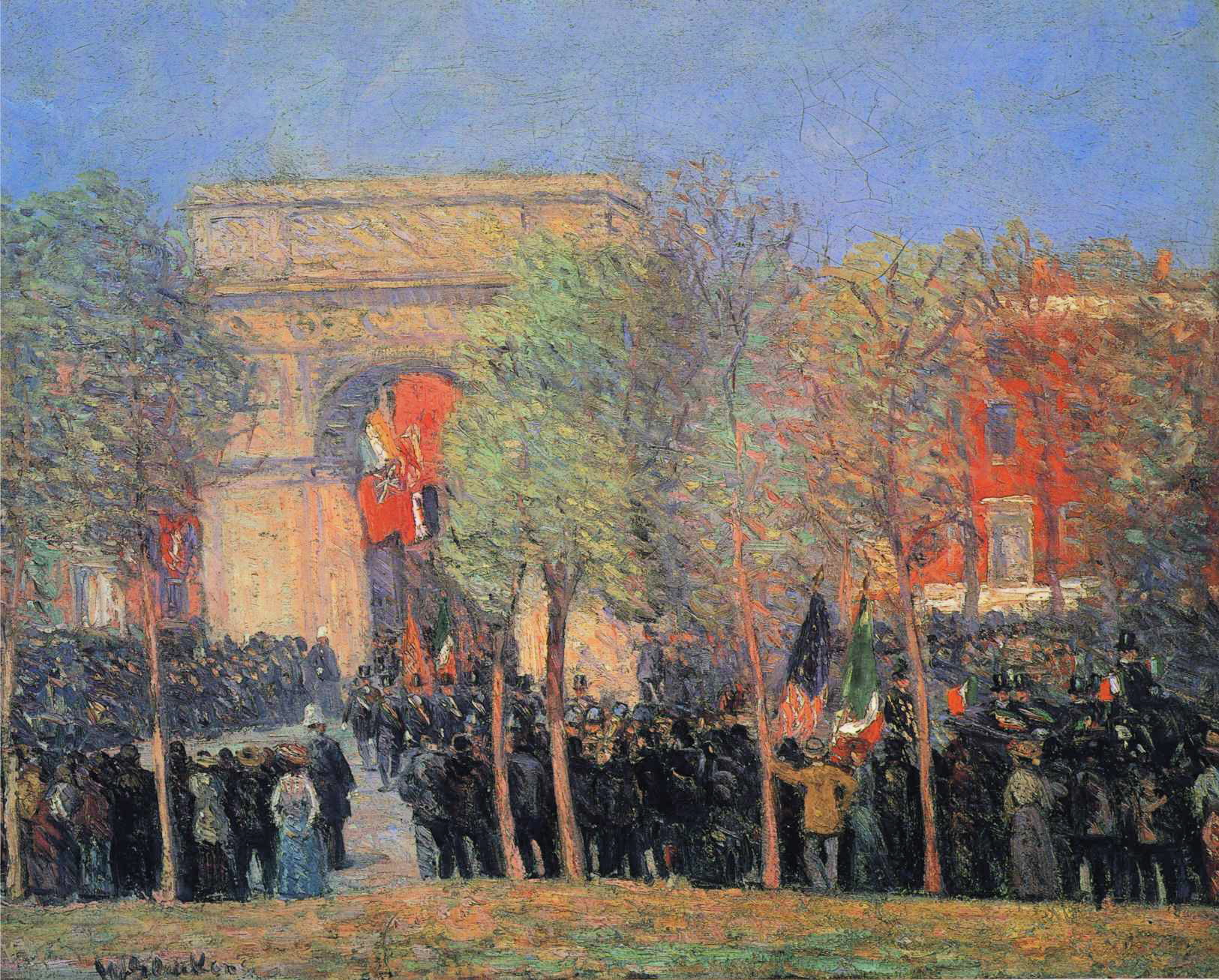
William Glackens, Italo-American Celebration, Washington Square, 1912, Boston Museum of Fine Arts
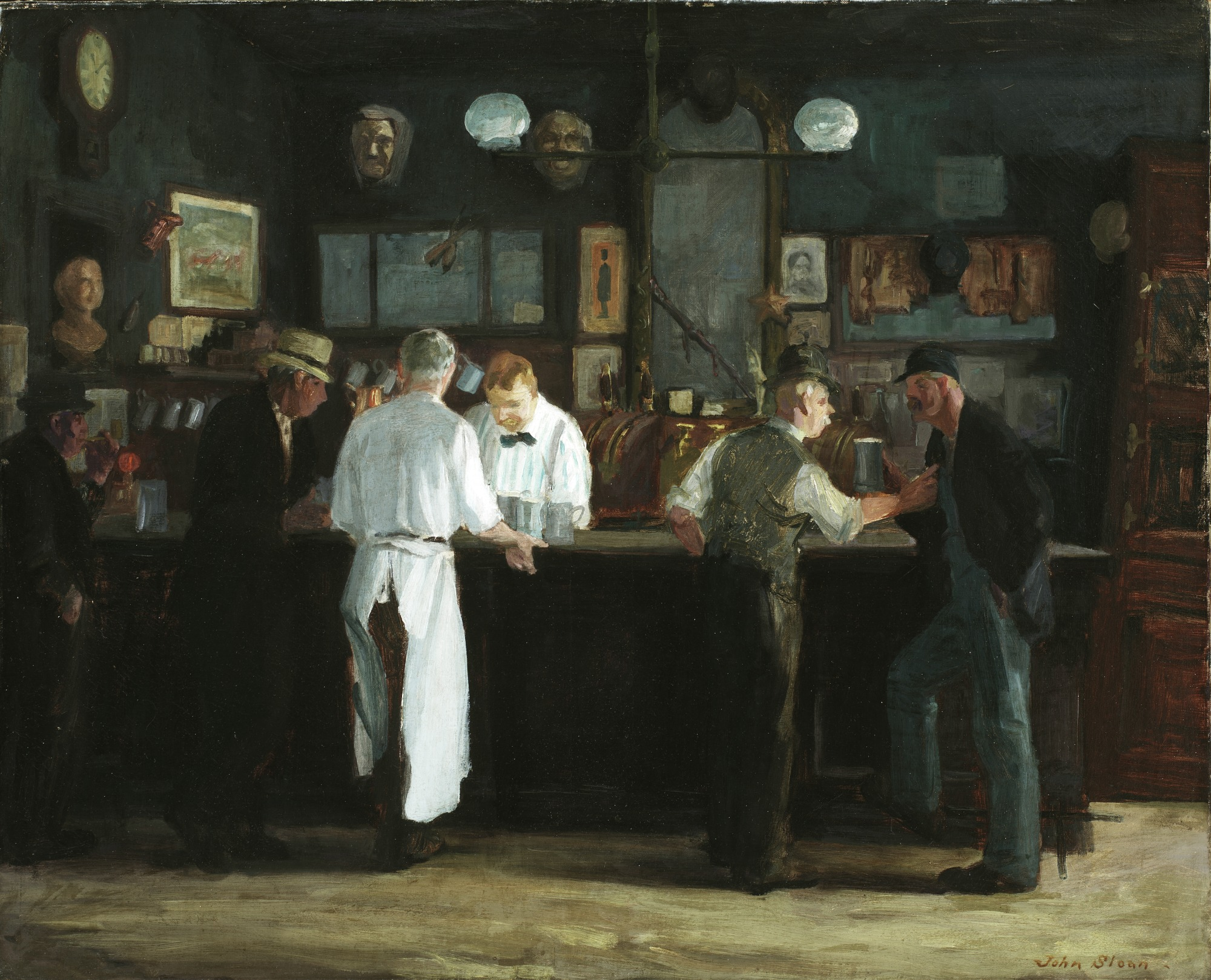
John French Sloan, McSorley's Bar, 1912, Detroit Institute of Arts
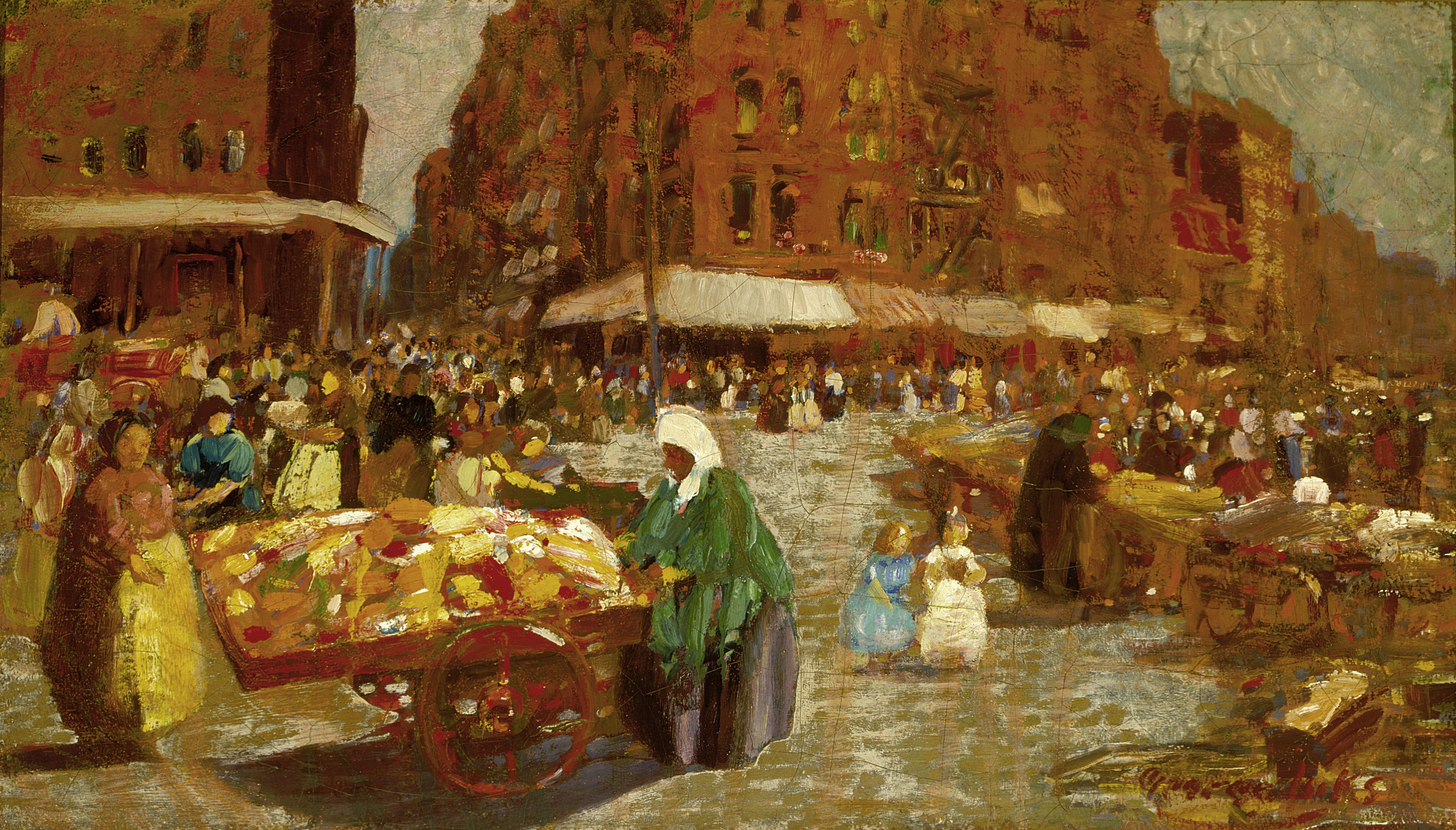
George Luks, Houston Street, 1917, oil on canvas, Saint Louis Art Museum
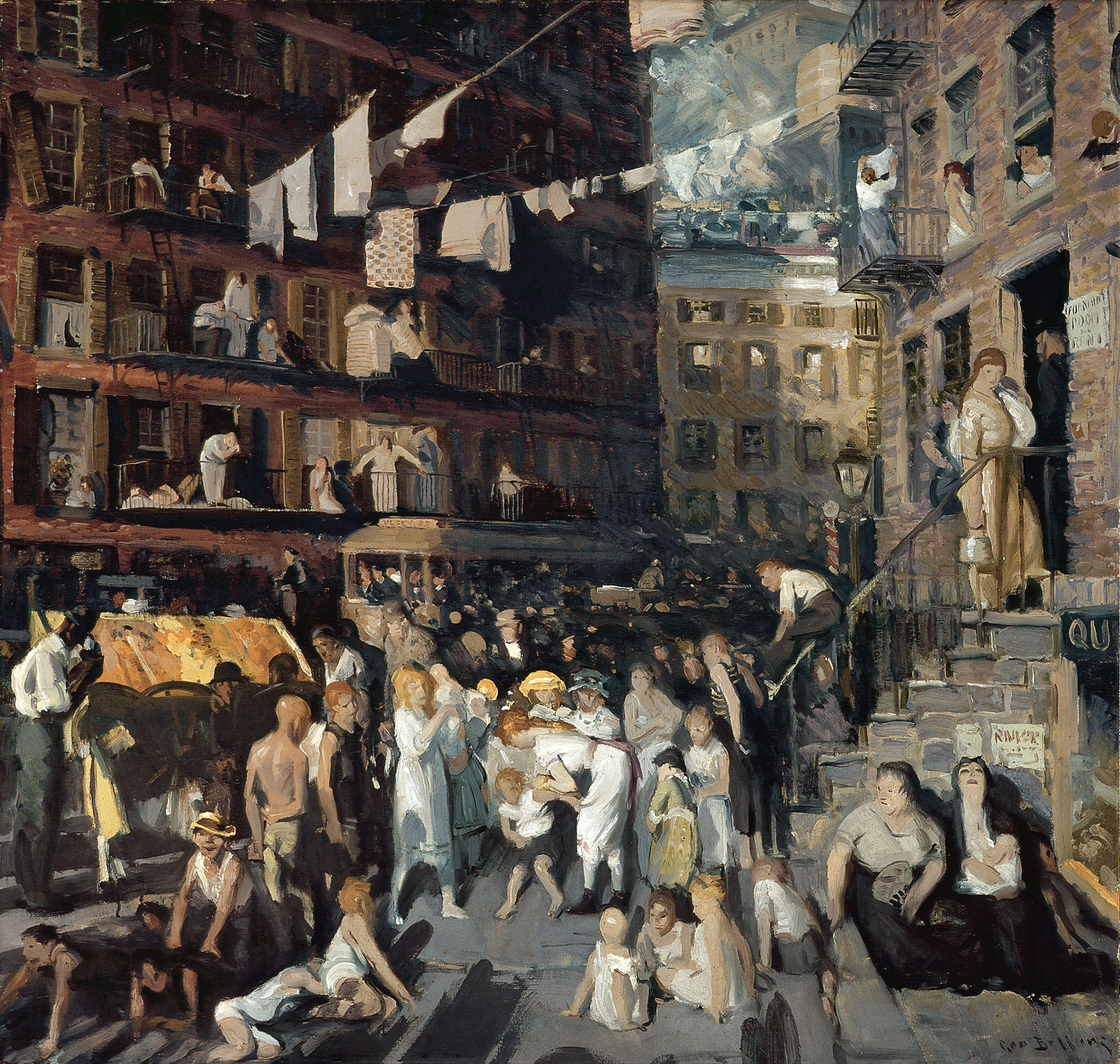
George Bellows, Cliff Dwellers, 1913, oil on canvas. Los Angeles County Museum of Art
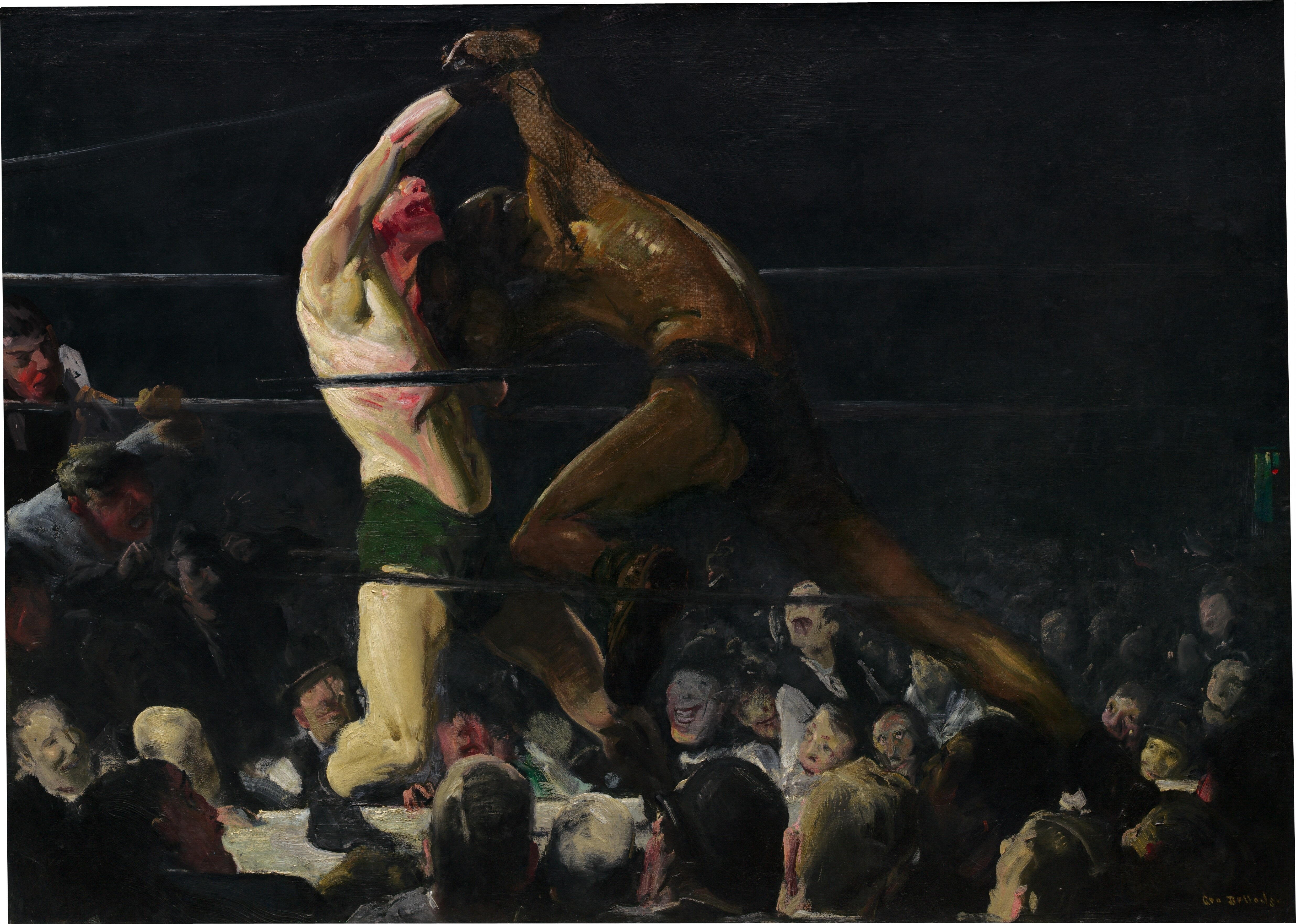
George Bellows, Both Members of This Club, 1909, National Gallery of Art. Bellows was a close associate of the Ashcan school and had studied under Robert Henri.
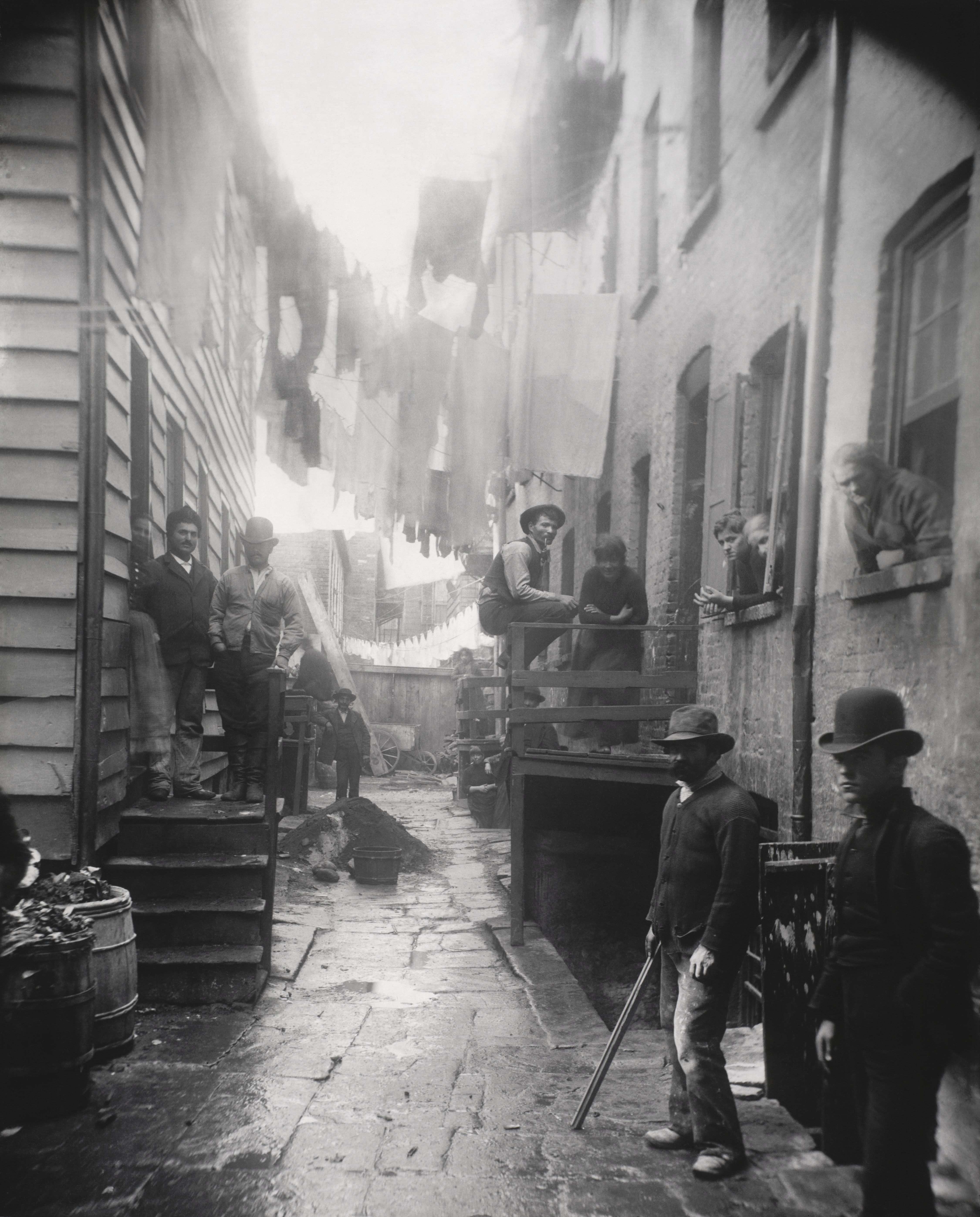
Jacob Riis, Bandit's Roost, 1888, (photo), considered the most crime-ridden, dangerous part of New York City.
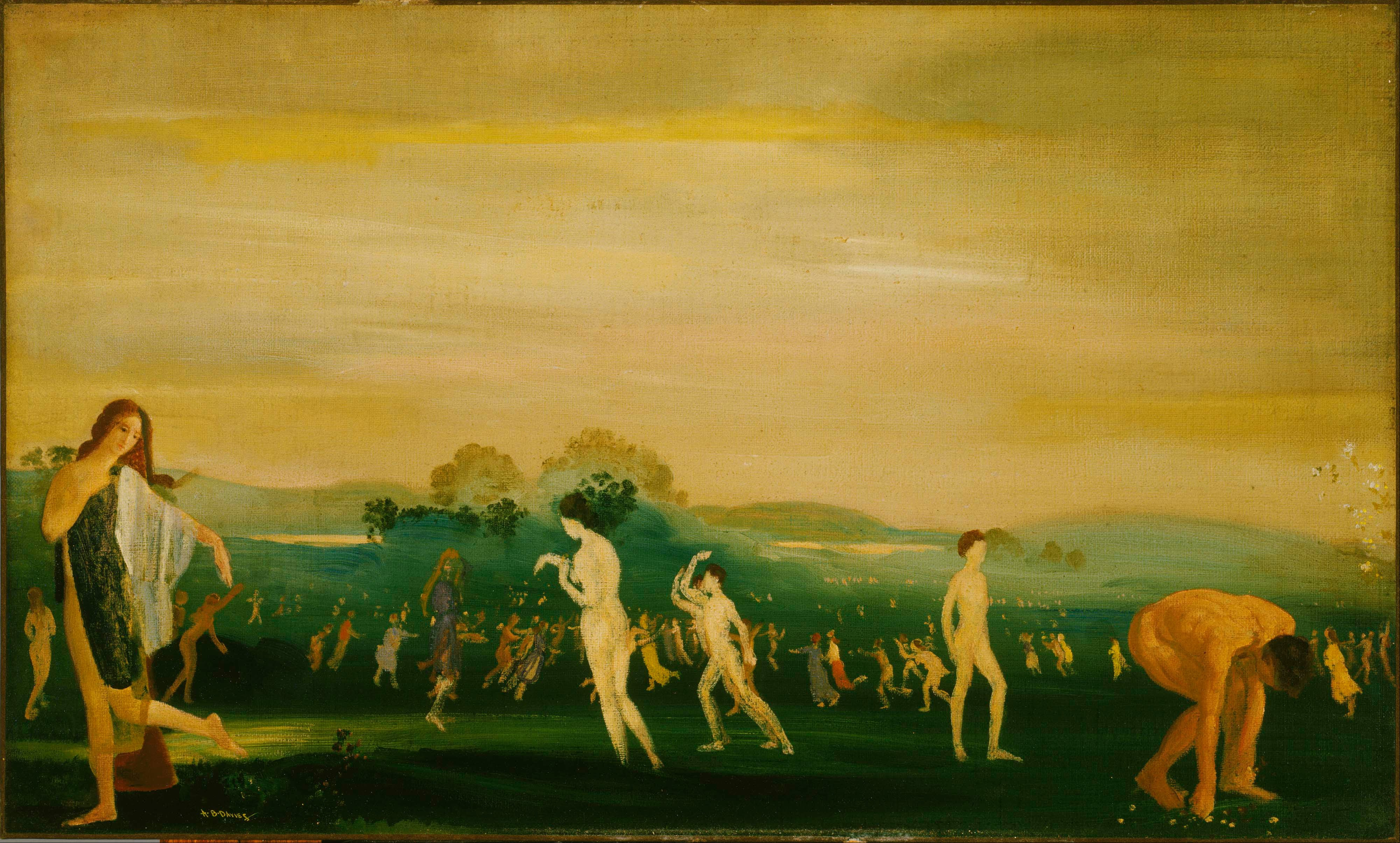
Arthur B. Davies, Elysian Fields, oil on canvas, The Phillips Collection Washington, DC.
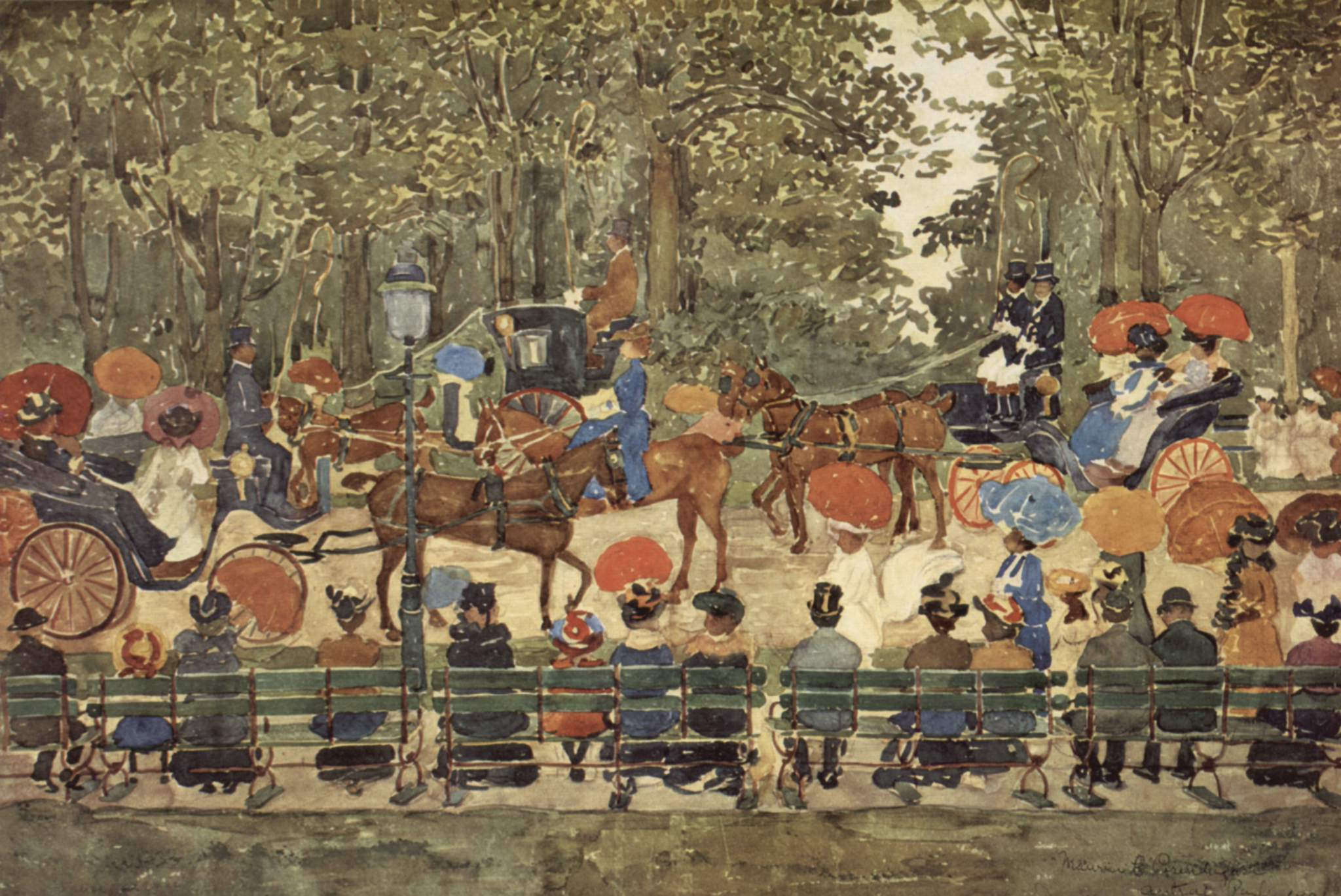
Maurice Prendergast, Central Park, New York, 1901, Whitney Museum of American Art
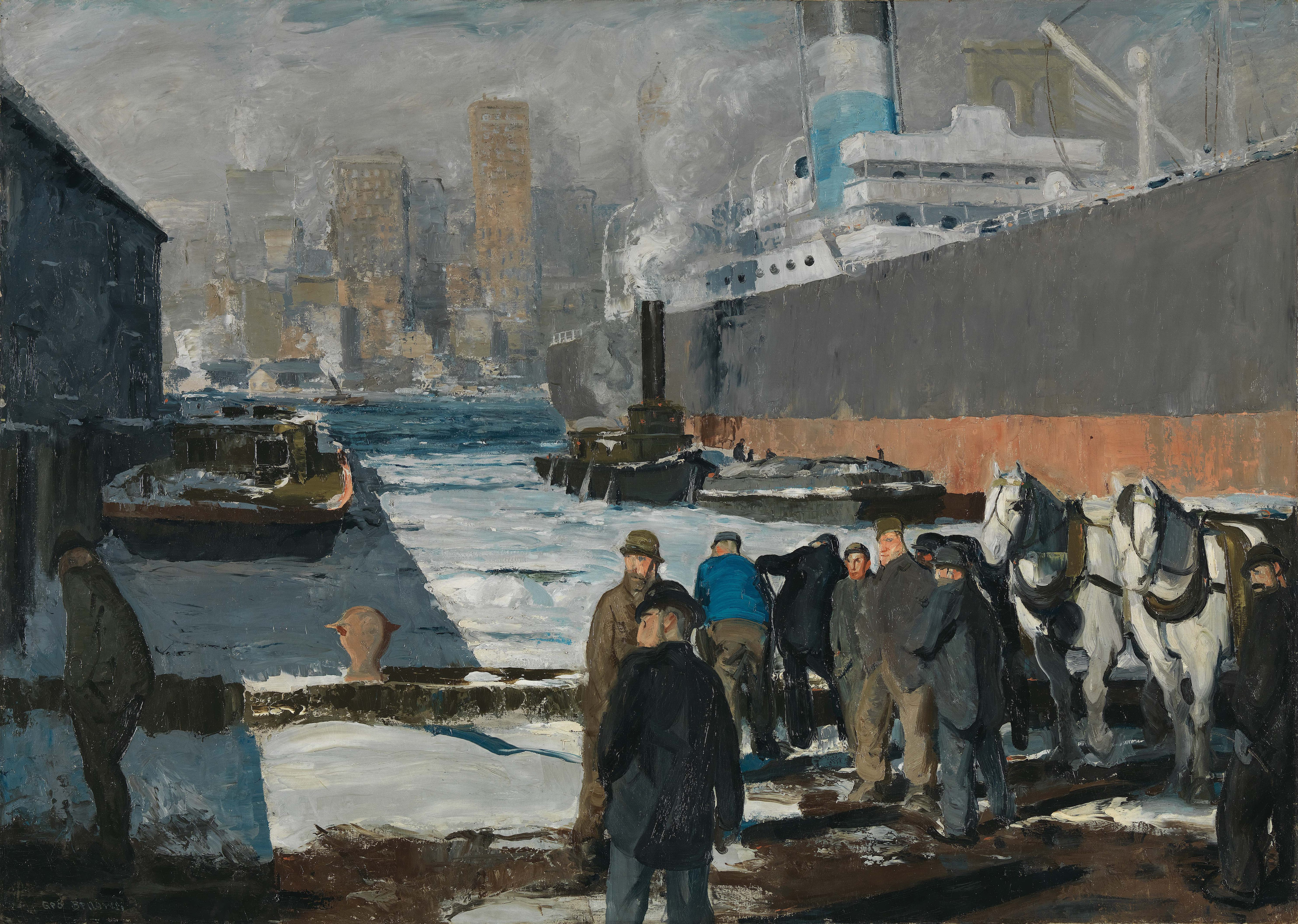
George Bellows, Men of the Docks, 1912, National Gallery, London
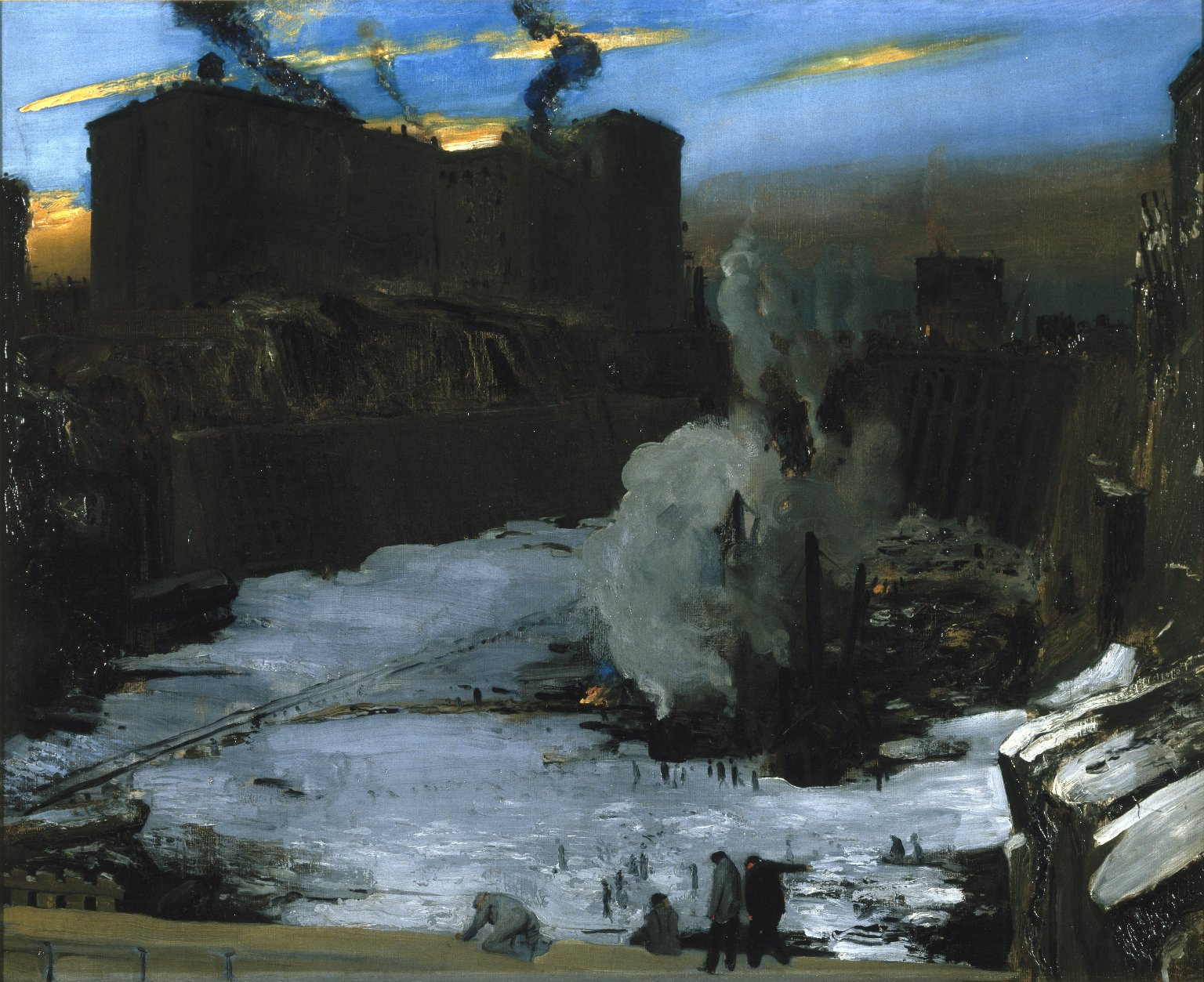
Pennsylvania Station Excavation by George Bellows, c. 1907–08, Brooklyn Museum
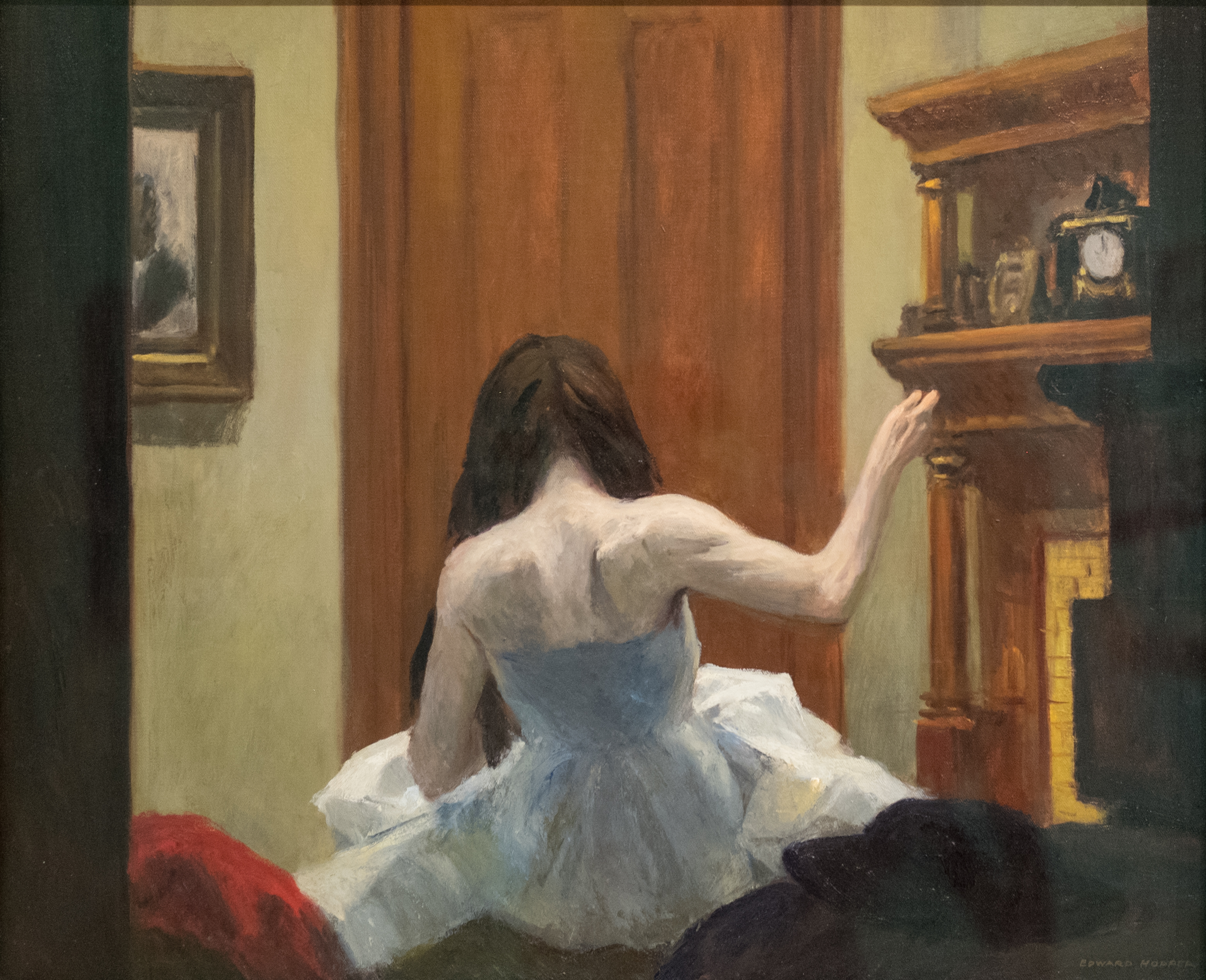
Edward Hopper, New York Interior, c. 1921, Whitney Museum of American Art